# Aeroportul Mafeteng
Aeroportul Mafeteng (IATA: MFC, ICAO: FXMF) este un aeroport din Districtul Mafeteng, Lesotho ce deservește zona Mafeteng. A fost numit după zona deservită.
Situat la o altitudine de 1.631 m, aeroportul dispune de o singură pistă.